# John M. Jackson
John Murice Jackson (* 1. Juni 1950 in Baton Rouge, Louisiana) ist ein US-amerikanischer Schauspieler, der durch seine Rolle in der Fernsehserie JAG – Im Auftrag der Ehre Bekanntheit erlangte.

## Karriere
Jackson wurde in Louisiana geboren, wuchs aber in Austin, Texas auf. Er spielte American Football: Erst in der High-School, dann für die Longhorns an der University of Texas, bevor ihn eine Verletzung zwang, das Hobby aufzugeben. Nach dem College ging er zurück nach Austin, um Social Studies an der Lyndon B. Johnson High School zu unterrichten.
Als er Ende zwanzig war, begann Jackson in einem örtlichen Theater zu schauspielern. 1980 ging er nach New York und später nach Hollywood, um seine Schauspiel-Karriere voranzutreiben. Er spielte kleine Rollen in einer Anzahl von Fernseh- und Kinofilmen, 1987 bis 1989 vor allem die wiederkehrende Rolle des Daryl Elias in der US-amerikanischen Serie Wiseguy. Bevor er für JAG engagiert wurde, spielte Jackson in Eine Frage der Ehre (1992) die Rolle des Capt. West. Weitere Filme sind Perfect World und Glimmer Man.
Jackson stellte ab 1996 in acht Staffeln der Fernsehserie JAG – Im Auftrag der Ehre den Rear Admiral Albert Jethro A.J. Chegwidden, den Judge Advocate General der United States Navy, dar. In der Serie Bones – Die Knochenjägerin spielte er in sechs Folgen den FBI-Direktor Sam Cullen. Er spielte ebenfalls in der letzten Episode von Jericho den Botschafter der Texanischen Botschaft. In letzter Zeit hatte er kurze Auftritte in anderen Fernsehserien im Serienuniversum von JAG – Im Auftrag der Ehre als „A.J. Chegwidden“. So zum Beispiel in Staffel 10 von Navy CIS und in Staffel 8 von Navy CIS: L.A.
Jackson ist mit Jana Gale Hawkins Jackson (nicht zu verwechseln mit der Gospelsängerin gleichen Namens) verheiratet, mit der er zwei Kinder hat. Ihr Sohn, Conor, spielt Baseball in der Major League für die Arizona Diamondbacks.

## Filmografie (Auswahl)
- 1983: Local Hero
- 1986: Hitcher, der Highway Killer (The Hitcher)
- 1987: MacGyver (Fernsehserie, Folge 2x14)
- 1990: Spionenbande (Family of Spies)
- 1991: Kevins Cousin allein im Supermarkt (Career Opportunities)
- 1991: Liebe, Lüge, Mord (Love, Lies and Murder)
- 1991: Eve 8 – Außer Kontrolle (Eve of Destruction)
- 1992: Eine Frage der Ehre (A Few Good Men)
- 1992: Katastrophenflug 232 (Crashlanding: The Rescue of Flight 232)
- 1994: Visitors – Besucher aus einer anderen Welt (Roswell, Fernsehfilm)
- 1996: Glimmer Man (The Glimmer Man)
- 1996–2004: JAG – Im Auftrag der Ehre (JAG, Fernsehserie)
- 2005–2006: Bones – Die Knochenjägerin (Bones, Fernsehserie)
- 2008: Grey’s Anatomy (Fernsehserie)
- 2008: Without a Trace – Spurlos verschwunden (Without a Trace, Fernsehserie)
- 2010: CSI: Den Tätern auf der Spur (CSI: Crime Scene Investigation, Fernsehserie)
- 2011: Castle (Fernsehserie, Folge 4x01)
- 2012: Private Practice (Fernsehserie)
- 2013: Navy CIS (Fernsehserie, Folge 10x24)
- 2013: Criminal Minds (Fernsehserie, Folge 9x03)
- 2014: Rizzoli & Isles (Fernsehserie, Folge 5x09)
- 2017: Navy CIS: L.A. (Fernsehserie, Folge 8x15)[2]
- 2017: Begabt – Die Gleichung eines Lebens (Gifted)